# 槙大輔
槙大輔（日语：／ Maki Daisuke，1946年1月1日—），日本男性配音員、旁白。出身於北海道。Sigma Seven所屬。身高174cm。

## 來歷
小學時期，槙大輔因為給班級起外號而被訓斥，並被鎖在儲藏室裡。當時，洞爺丸颱風來襲，正在收聽NHK颱風訊息的父親說「我很感激能有一份提供此類資訊的工作。如果我在收音機裡聽到你的聲音我會很高興」，他相信「這是救贖我自己的唯一方法了！」，於是他決定成為一名解說員。
他畢業於函館喇沙高等學校、學習院大學經濟學院。
他曾經是東京俳優生活協同組合的成員，並於1988年參與了Sigma Seven的創立。他曾擔任Sigma Seven的董事至2006年。
與北島三郎等人一同擔任函館市的觀光大使。
2015年被任命為七飯町觀光大使。
為了表達自己以現場表演的親身經歷為基礎的講故事的熱情，他組建了團體「語座」並開始積極活動。
他擔任過TBS松下連續劇《水戶黃門》第42部和第43部的旁白，該劇於2010年10月至2011年12月播出。他是該劇的第5代旁白。
這是第一次在旁白中提及旁白的名字。製片人表示，他很抱歉因為採訪和剪輯而讓大家等待太久，他想以某種方式報答大家的恩情，所以他親自提出了這個請求。槙大輔說「與其說是為了我自己，不如說是為了提高同行們的地位」。

## 人物
槙大輔是一位敘事的領頭人，以平靜的說話風格而聞名，但他會根據作品的不同採用各種不同的風格。他有很多固定節目，從綜藝節目到紀錄片，幾乎每天都能聽到他的聲音。
他也被稱為開創「讀說」這一新流派的先驅，成為這一流派名副其實的權威。
在綜藝節目中，他有時會以「makkie」的藝名擔任解說。
除了擔任旁白之外，他過去曾多次以記者和採訪者的身份出現在螢幕上。

## 讀說
這裡的「讀」是指用眼睛跟著文字讀，「說」是指像講故事或落語那樣，像沒有寫任何東西一樣說話的表達方式。所以其實這本書就在他面前。在朗誦等「讀」的情況下，這裡的「讀」意味著大聲表達自己，大聲朗讀並大聲朗讀給聽眾，但他認為，表達的意識和技巧自然是不同的。他也表示，這並不是孰優孰劣的問題，而是由作品的創作者來選擇最適合作品的方式。他解釋說，這不是關於藝術家本身，而是首先是作品，然後是觀眾，關鍵是要以一種讓聽眾自然想像場景的方式說話。因此，個性不是他自己主張的東西，而是聽者所感受到的。很多時候，人們所宣稱的個性只不過是一種「習慣」。重要的是他說的話是否讓聽眾容易理解、聽得舒服；聽眾能否從他的話語中感受到他的個性，才是最終的結果；他擁有獨特的哲學，而且個性是每個人只要活著就擁有的東西。

## 演出

### 旁白

#### NHK
- 地球家族（日语：地球ファミリー）
- 馬可·波羅猜謎
- Prime 10
- 太陽系全貌（日语：パノラマ太陽系）
- 藍色星球
- 海外紀錄片（日语：海外ドキュメンタリー）
- 歐洲城堡故事
- 地球時間
- 極意的作法
- 我家的問題（日语：我が家の問題#テレビドラマ）

#### 日本電視台系列
- 超級電視情報最前線（日语：スーパーテレビ情報最前線）
- DOWN TOWN之不是給小孩的工作!!（日语：ダウンタウンのガキの使いやあらへんで!!）
- 世界上讓人吃驚的新聞（日语：ザ!世界仰天ニュース）
- 你真的知道嗎?!（日语：知ってるつもり?!）
- 明日的世界與日本（日语：あすの世界と日本）
- 追蹤（日语：追跡 (テレビ番組)）
- EX電視（日语：EXテレビ）
- 秋元流（日语：秋元流）
- 盧·貝松的世界 ～電影第五元素公開時～、～電影聖女貞德公開時～
- 新型電視（日语：アッコとマチャミの新型テレビ）（福岡放送）
- NNN今日事件
- NNN News PLUS 1（日语：NNNニュースプラス1）→NNN News REALTIME（日语：NNN Newsリアルタイム）→news every.（專題單元）
- 全國警察犯罪搜查網（日语：全国警察犯罪捜査網）
- 下午○○盡情地電視（日语：午後は○○おもいッきりテレビ）「今天是什麼日子（日语：午後は○○おもいッきりテレビ#きょうは何の日）」
- NNN紀錄片（日语：NNNドキュメント）
- 女人們的中國
- 新聞女王決定戰（日语：ニュースの女王決定戦）
- 24小時電視「24小時馬拉松」
- DON！（日语：DON!）「今天是什麼日子」
- 笑點

#### TBS系列
- 超級星期五（日语：スーパーフライデー）
- 週五電視之星！（日语：金曜テレビの星!）
- 地球出發19時（日语：中村敦夫の地球発22時）（MBS）
- 北緯35度的風（日语：北緯35度の風）（MBS）
- 饒了我吧（日语：ギミア・ぶれいく）
- 餅屋的論理（日语：餅屋の論理）
- 噂的達人（日语：噂的達人）
- 主婦廣場
- JNN報導特集（日语：JNN報道特集）
- 探訪音樂名店（BS-i）
- 24 PEACE
- 水戶黃門第42部—第43部、最終回特別篇（日语：水戸黄門 (第39-43部)）
  - 他也擔任2012年3月21日在BS-TBS播出的相關旅遊節目《水戶黄門 傳統工藝漫遊記》的解說。
- 新發現！揭開金字塔隱藏的真相！太陽飛船（英语：Khufu ship）挖掘特別節目
  - 古埃及神秘之旅 金字塔的真相現已揭曉。日本是解開謎團的關鍵嗎？
  - 終於打開了！金字塔真相之門。圖坦卡門的寶藏和新發現的太陽船！
- 緊急特別節目！今晚謎底揭曉！世界超人之軀之謎 驚人能力詳解
- 學會之前與學會之後（日语：教えてもらう前と後）
- 謠言糾察隊（日语：水トク!）「關於改變日本的重要事件的新事實！」

#### 富士電視台系列
- 夫妻旅行日記 告別浪人（日语：夫婦旅日記 さらば浪人）
- 新好小子（日语：あした天気になあれ (漫画)）
- 報導2001（日语：報道2001）
- 北野武粉絲俱樂部（日语：北野ファンクラブ）
- 次世代的微笑 POST（日语：次世代の笑い ポスト）
- 旅之宿
- 東京VS大阪
- 中村勘九郎紐約公演特寫
- 如果世界是100人村（日语：世界がもし100人の村だったら (テレビ番組)）
- 中村勘三郎名字繼承儀式紀錄片
- 大使館的就餐（日语：大使館の食卓）（BS富士）
- 週二特別節目（日语：カスペ!） 獨家報道！真實的高島一家「忠夫（日语：高島忠夫），我們會一直在一起，直到死去」～壽美花代（日语：寿美花代），用摯愛對抗丈夫的病痛～

#### 朝日電視台系列
- 新紀錄片戲劇昭和 松本清張事件迫近（日语：ニュードキュメンタリードラマ昭和 松本清張事件にせまる） 第11回「佐分利公使的怪死事件」（朝日放送）
- 最棒紀錄片（日语：素敵にドキュメント）（朝日放送）
- 皇室特別節目
- 與恐龍共舞
- 遊行見聞錄（日语：遊行見聞録）
- 平成不可思議探險隊（日语：平成ふしぎ探検隊）（朝日放送）
- （朝日放送）
- 週日WIDE特集（日语：日曜ワイドスペシャル）
- 鼓舞人心的體育故事
- SUISUPE！（日语：水曜スペシャル#スイスペ!）「美空雲雀」
- 北野武的超自然現象（秘密）X檔案（日语：ビートたけしの禁断の大暴露!!超常現象(秘)Xファイル）
- （BS朝日）
- 世界遺產 空中散步（BS朝日）

#### 東京電視台系列
- 無所不教！全民大學校（日语：所さんの学校では教えてくれないそこんトコロ!）
- 週末特集（日语：土曜スペシャル）—除了解說之外，他還曾以記者的身分出現。
- 週日大綜藝（日语：日曜ビッグバラエティ (テレビ東京)）
- 週刊經濟王
- 週一特別節目
- 田勢康弘的週刊新聞新書
- 池上彰的去看看20世紀（日语：池上彰の20世紀を見にいく）（BS JAPAN）
- 世界令人震驚的故事（日语：実録世界のミステリー）
- 品川探險隊J（日语：しながわ探検隊）（1995年）—除了解說之外，他還曾以記者的身分出現。

#### 其它BS、CS
- 北野武原作「淺草小子」特別節目。（節目製作，Sky PerfecTV！）
- 立川談志 三回忌追思特別節目（松竹廣播公司（日语：松竹ブロードキャスティング），衛星劇場）
- 奇怪還是什麼？（英语：Weird or What?）（Discovery頻道）
- 偉人真實的履歷（日语：偉人・素顔の履歴書）（BS11）
- 偉人失敗的教訓（日语：偉人・敗北からの教訓）（BS11）

### 廣播節目
- 我的本棚（日语：私の本棚）（NHK第一套廣播）
- 村上良一的「給父母的建議」（西日本放送）
- FM25時（日语：FM25時） ROCK ON（FM東京）

### 廣告
- 岩崎通信機（日语：岩崎通信機）
- Dydo Drinco（日语：ダイドードリンコ）
- 地球製藥（日语：アース製薬）
- 伊藤火腿（日语：伊藤ハム）
- 日本經濟新聞
- 萬有製藥万有製薬（日语：萬有製藥万有製薬）
- 日本食研（日语：日本食研ホールディングス）
- 東洋水產
- 東芝
- AC JAPAN（日语：ACジャパン）
- 日本財團（日语：日本財団）
- 樂敦製藥
- 德本製藥
- 興和（日语：興和）
- 積水房屋
- 日本碍子（日语：日本碍子）
- Onward樫山（日语：オンワード樫山）
- 日本通運
- ANA
- JAL
- 米澤眼鏡（日语：ヨネザワ）
- 日本生命保險
- 五十鈴汽車
- 旗牌公司
- 中部電力
- 永谷園（日语：永谷園）
- 瑪魯哈日魯
- 日立製作所
- 雲海酒造（日语：雲海酒造）
- 大和運輸
- 日本保證（日语：日本保証）
- Acecook（日语：エースコック）
- 日本Victor
- 野村證劵
- JT
- 全藥工業（日语：全薬工業）
- 旭化成
- 住友信託銀行
- 味之素
- MISAWA HOMES（日语：ミサワホーム）
- 共同石油（日语：ジャパンエナジー）
- 獅王
- Panasonic
- SUNTORY
- 東京迪士尼樂園系列
- P&G Japan（日语：P&Gサンホーム） （1978年）

### 影片
- 世界遺産
- 瑞士大紀行
- 京都的四季
- 佛像的祈拜
- 昭和的記錄
- 古寺·名刹
- 歸來的巨人先生／長嶋茂雄大辭典
- 世界的鐵道
- 高爾夫／塞維·巴列斯特羅斯
- 李·特維諾的高爾夫球課程
- 東京迪士尼樂園系列

### 本人演出
- 新·週刊富士電視批評（日语：週刊フジテレビ批評）（富士電視台，2015年5月16日，The批評對談LIVE槙大輔×松野良一）

### 電視動畫
- 超電磁機器人 波魯吉斯V（1977年—1978年，旁白、廣播）
- 鬥將戴摩斯（1978年—1979年，旁白、廣播、工作人員、工作人員A、廣播節目聲音）
- 淘氣貓2020：家有圓圓?! 我家的圓圓你知道嗎～（2020年，旁白）

### 其它
- 東京國立博物館「對決 巨匠們的日本美術」語音導覽（長次郎）
- 東京迪士尼樂園系列（電視特別節目等等）

## 外部連結
- 槙大輔｜Sigma Seven （日語）
- 「語座」公式官網 （页面存档备份，存于） （日語）